# Matteo Carcassi

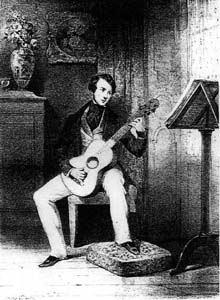
Matteo Carcassi

Matteo Carcassi, född 8 april 1796 i Florens, Italien, död 16 januari 1853 i Paris, var en berömd italiensk gitarrist och kompositör.
Carcassi började spela piano men bytte redan som barn till gitarr och fick tidigt ett gott rykte som gitarrvirtuos. Carcassi flyttade till Tyskland 1810 där hans virtuosa gitarrspel ledde till succé. År 1815 levde Carcassi i Paris där han försörjde sig som både gitarr och piano pedagog. Carcassi kunde med sitt goda rykte som gitarrvirtuos nu resa runt till de finaste konserthallarna i Europa. Efter många år av framgång slutade Carcassi ge konserter 1840 och dog 13 år senare i Paris. Carcassis musik lever kvar än idag och spelas fortfarande av klassiska gitarrister.